# Petr Štěpánek (1958)
Petr Štěpánek (* 7. června 1958 Hradec Králové) je český hudebník, spisovatel a politik, od ledna 2022 první místopředseda politické strany Trikolora.

## Život
Je absolventem Pedagogické fakulty Univerzity Hradec Králové. Od 80. let se věnoval hudbě profesionálně jako hráč na klávesové nástroje, zpěvák, skladatel a textař. Hrál se skupinami Spektrum, Fragment, Natural, Odyssea a Unisono. S posledně jmenovanou skupinou vydal deset alb, natočil rovněž čtyři sólová CD. Skládá i pro jiné interprety a je autorem asi 200 písní.

## Novinářská kariéra
Po roce 1989 se začal věnovat novinářské činnosti. Je jedním ze zakladatelů soukromého regionálního televizního vysílání (1992), poté působil jako redaktor České televize (1993). Je autorem stovek článků a komentářů v denících a časopisech (Mladá fronta Dnes, Lidové noviny, Právo, Český deník, Telegraf, Východočeský večerník, Revue Proglas, Reflex) a na internetových serverech (Neviditelný pes, Virtually, Britské listy, Radio TV, Fragmenty). Je autorem několika knih. Byl spoluzakladatelem OF v Hradci Králové, v roce 1991 stál u zrodu ODS, kde působil jeden rok jako její manažer. V roce 1994 byl tiskovým tajemníkem předsedy vlády Václava Klause. 
V letech 1994–2006 byl členem a místopředsedou Rady pro rozhlasové a televizní vysílání. V dubnu 2003 byla rada odvolána, šest ze třinácti radních se proti tomu ale odvolalo. V květnu 2007 soud jejich odvolání zrušil pro jeho nezákonnost. Všechny soudy definitivně skončily až v roce 2022, kdy se nezákonně odvolaným členům Rady pro vysílání dostalo mnohamilionového odškodnění. Dvacetiletou soudní anabázi Štěpánek popsal v knize Reportáž psaná po popravě. V letech 2006–2011 byl členem Rady ČTÚ.

## Politické působení
Ve volbách do Poslanecké sněmovny PČR v roce 2021 kandidoval na 2. místě kandidátky politického hnutí Trikolora Svobodní Soukromníci v Pardubickém kraji, ale nebyl zvolen.
Na sněmu hnutí TSS v lednu 2022 se hnutí přeměnilo na politickou stranu, přejmenovalo se na Trikolora a Petr Štěpánek byl zvolen jejím 1. místopředsedou. Funkci poté obhájil v lednu 2024.
Ve volbách do Senátu PČR v roce 2024 kandidoval jako člen Trikolory za koalici „SPD, Trikolora“ v obvodu č. 50 – Svitavy. Se ziskem 13,29 % hlasů skončil na 4. místě, a senátorem se tak nestal.

## Diskografie

### Spektrum
- 1972–2002 (2002)

### Unisono
- Rock Music (1991)
- ...a dál už nic (1994)
- Na cestě (1997)
- Nebezpečný svět (2000)
- Island (2010)
- Nechal jsem si narůst dlouhý vlasy (2011)
- Vzpomínky na budoucnost (2014)
- Starý album (Best of Unisono) (2016)
- Sedm životů (2018)

### Odyssea
- Lážo plážo – The Best Of (1996)
- 30 let (2002)
- Live 1984 (2011)

### Odyssea, Pohoda, Unisono
- Na bigbeatový tancovačce 1 (1992)
- Na bigbeatový tancovačce 2 (1992)

### Odyssea, Spektrum, Unisono
- Vykopávky, rarity a úlety (2011)

### Sólové projekty
- Largo doloroso (2004)
- Písničky (2016)
- Žádnej Santa (2019)